# Fumaria agraria
Fumaria agraria, comúnmente llamada sangre de Cristo —entre otros nombres—, es una especie de planta herbácea del género Fumaria de la subfamilia Fumarioideae en la familia Papaveraceae.

## Descripción
Planta difusa o trepadora, que puede alcanzar los 3 m de altura. Las inflorescencias están organizadas en racimos de 14-25 flores, generalmente de mayor longitud que su pedúnculo. Las brácteas tienen una de longitud de la mitad hasta igual que la del pedicelo fructífero; estos últimos son erectos o suberectos, engrosados en el ápice. Los sépalos miden 2,5-5 por 1-2 mm y son subenteros. La corola, de (11)12-16 mm de largo, es blanca, con el ápice de los pétalos interiores de color purpúreo oscuro, pero que a menudo se vuelve del todo rosada. El fruto es una nuececilla monosperma globular de 2,5-3 mm de diámetro, muy carenado, y, en la madurez, con tubérculos grandes poco marcados y ápice apiculado emarginado.

## Distribución y hábitat
Se encuentra en setos, matorrales, ribazos, cultivos o cunetas, sobre suelo ácido fundamentalmente en el Mediterráneo occidental. En la península ibérica, está dispersa por todo el territorio, con más frecuencia en el sureste y suroeste; también presente en las Islas Baleares.

## Taxonomía
Fumaria agraria  fue descrita por Mariano Lagasca y publicado en Genera et species plantarum, p. 21 Archivado el 25 de julio de 2015 en Wayback Machine., 1816.
Citología
Número de cromosomas: 2n = 80
Etimología
Ver: Fumaria
agraria: prestado del latín  ǎgrārĭus, -a, -um, relativo a los campos.
Sinonimia
- Fumaria agraria var. chilensis Parl.
- Fumaria agraria subsp. embergeri (Pugsley) Maire
- Fumaria agraria var. mauritanica Hausskn.
- Fumaria embergeri Pugsley[4]

## Nombres comunes
- Castellano: cenizuela, conejitos (2), conejitos de campos, conejitos de los campos (2), conejitos del campo, fumaria, palomina, sangre de Cristo (3), zapatitos del Niño Jesús, zapatos del Niño Jesús (las cifras entre paréntesis indican la frecuencia del uso del vocablo en España).[5]